# Samuel Ballet
Samuel Ballet (* 12. März 2001 in Bern) ist ein Schweizer Fussballspieler.

## Karriere

### Verein
Ballet wuchs in Ittigen auf. Bis 2018 spielte er in der Jugendabteilung der Berner Young Boys, danach mit der U-21 in der viertklassigen 1. Liga. Im Februar 2020 debütierte Ballet in der ersten Mannschaft auswärts gegen Lugano und erzielte in seinem zwölfminutigen Einsatz sofort seinen ersten Treffer. Die Young Boys verloren das Spiel schliesslich mit 2:1.
Im Sommer wechselte Ballet leihweise für ein Jahr zum FC Wil in der Challenge League. Sein Debüt feierte er im Cup gegen den FC Aarau, ein Spiel, das knapp im Elfmeterschiessen verloren ging. Auf den 31. Dezember 2020 wurde der Leihvertrag mit dem FC Wil aufgelöst und Ballet in der Folge von den Young Boys für den Rest der Saison an den FC Winterthur ausgeliehen. Im Anschluss an die Leihe wurde er von Winterthur fest verpflichtet.
Ende Januar 2024 wechselte Ballet in die italienische Serie B zu Como 1907. Bei Como kam er zu Beginn der Saison zu nur drei Kurzeinsätzen in der Liga. Nach dem Aufstieg in die Serie A kam er nicht mehr zum Einsatz und wechselte leihweise für ein Jahr zum FC Zürich.

### Nationalmannschaft
Ballet spielte in diversen Nachwuchsmannschaften des Schweizerischen Fussballverbands.  Zuletzt spielte er in der U-20.

## Titel und Erfolge
BSC Young Boys
- Schweizer Meister (2019/20)